# Achachila
El Achachila es una divinidad tutelar de la religión aimara representada por las montañas. Los achachilas son junto a la Pachamama — representación de la Madre Tierra — los seres sobrehumanos más importantes para la espirtualidad del pueblo aimara. Según sus creencias, ellos representan a los antepasados de cada tribu, que al fallecer ascienden a las cumbres más altas existentes alrededor de ella, cumpliendo así una función protectora y de vigilancia de sus descendientes, como si se tratase de una tutela, siendo a la vez sus protectores ante algunos desastres naturales y calamidades en general, como hambrunas, pestes, etc. Asimismo, representan a la personificación de las montañas y de todo el poder que se les atribuye.

## Tipos de achachilas
Los achachilas se dividen en dos categorías:
- Achachila grande: Seres a los que se les atribuye un mayor poder y que realizan tarea de resguardo general a todos los aimaras. Habitan en las cordilleras y más grandes montañas de la zona donde habitan los aimaras.
- Achachila pequeño o menor: Espíritus con menores atribuciones que cumplen la función específica de proteger a la comunidad que tienen a su tutela, merodeando sus alrededores.

Por extensión, en el idioma aimara es usada la palabra achachila para referirse a todo espíritu protector, tales como el iglish achachila, quien protege un templo (cristiano en la actualidad); y el anisiña achachila, quien protege la unión sexual entre dos personas.

## Sincretismo contemporáneo
Una vez que los pueblos aimaras fueron evangelizados por la Iglesia católica, se fue desarrollando al mismo tiempo un sincretismo cultural en el ámbito religioso, donde fueron incorporados elementos de la espiritualidad y la cosmogonía aimara tradicional a las festividades religiosas católicas, rindiéndole culto a sus ancestros de manera similar a las realizadas durante el Día de los Fieles Difuntos en Bolivia, Perú y Norte de Chile. Una de ellas es la Fiesta de San Francisco de Borja de Yunguyo, al sur del Perú. Asimismo, en la danza de la diablada, muy popular en las regiones andinas cercanas al altiplano, se incorporan elementos de la figura del Achachila como una imagen sustituida por la de la Virgen María u otros santos católicos, dependiendo del lugar donde se celebren.
Durante el discurso de la investidura presidencial de Luis Arce como presidente del Estado Plurinacional de Bolivia en 2020, una vez de recibir el bastón de mando en representación de los pueblos indígenas, le pidió a los Achachilas por sabiduría para dirigir el país.